# Sindang Pagar
Sindang Pagar is een bestuurslaag in het regentschap Lampung Barat van de provincie Lampung, Indonesië. Sindang Pagar telt 1933 inwoners (volkstelling 2010).